# Jercevo
Jercevo (oroszul: Ерцево) falu Oroszország Arhangelszki területén, a Konosai járásban.
Lakossága: 4201 fő (a 2010. évi népszámláláskor).

## Fekvése
Az Arhangelszki terület déli részén, Konosa járási székhelytől 34 km-re délre helyezkedik el. Vasútállomás a Vologda– Arhangelszk vasúti fővonalon. 

## Története
Keletkezése a Gulag történetével függ össze. 1937. augusztusban megalakították a kargopoli lágerek igazgatóságát (Kargopollag) és a mai település helyén még abban az évben létrejött az egyik láger. Itt kezdték meg a vasútállomásról kiinduló és az Arhangelszki terület délnyugati erdőségeibe vezető szárnyvonal kiépítését. Az itteni táborok fő feladata a fakitermelés volt, emellett a barakkok, települések, üzemek építkezésein, vágányfektetésen, fűrésztelepi munkán stb. is a táborok elítéltjei dolgoztak. 1940-ben a táborrendszer vezetőségét Kargopolból Jercevóba helyezték át. Az erdőkbe vezető jercevói vasút évről évre hosszabb lett, a világháború idején elérte a Vozse-tó partját. A vasút nyomában mind több kényszermunkatelep létesült.
A Sztálin halálát követő években a Kargopollag-ot felváltotta az ún. 233-as Postafiók Intézmény. Az 1970-es években továbbra is dolgoztak elítéltek Jercevo és a járás más helységeinek építkezésein. Az erdei vasút a szovjet korszakban végig működött, egyik végső pontja Szovza település, központi járműtelepe pedig a Jercevo peremén fekvő állomáson volt. Az 1990-es években az intézményt átszervezték és átnevezték. 

## 21. század
Jercevóban napjainkban is büntetés-végrehajtási intézet működik. A nyugat felé kiépített vasútvonalat 2007-re majdnem teljes hosszában felszámolták.